# Église Saint-Quentin de Gibercourt
L'église Saint-Quentin de Gibercourt est une église située à Gibercourt, en France.

## Localisation
L'église est située sur la commune de Gibercourt, dans le département de l'Aisne.